# Metropolitano de Pequim
O Metrô de Pequim é o sistema de metropolitano da cidade de Pequim que consiste em 29 linhas, incluindo 24 linhas de metrô, duas ligações ferroviárias ao aeroporto, uma linha maglev e duas linhas de VLT e 523 estações.  A rede ferroviária estende-se por 879 quilômetros em 12 distritos urbanos e suburbanos de Pequim e em um distrito de Langfang na vizinha província de Hebei. 
Entre dezembro de 2023 e dezembro de 2024, o metrô de Pequim se tornou o maior sistema de metrô do mundo em extensão de rota, ultrapassando o Metrô de Xangai. Desde então, o sistema voltou a ser o segundo mais longo do mundo, com novas linhas sendo abertas pelo Metrô de Xangai. Com cerca de 3,8 bilhões de viagens realizadas em 2018 (10,544 milhões de viagens por dia)  e um recorde de cerca de 13,7 milhões de passageiros em um único dia  em 12 de julho de 2019, o metrô de Pequim foi o sistema de metrô mais movimentado do mundo nos anos imediatamente anteriores ao surto da pandemia de COVID-19.
Foi inaugurado em 1971 e é o sistema de metrô mais antigo da China continental e do leste asiático. Antes do sistema começar sua rápida expansão em 2002, o metrô tinha apenas duas linhas. A rede existente ainda não consegue atender adequadamente às necessidades de transporte público da cidade. Os planos de expansão extensiva exigem 998,5 quilômetros de linhas que atendem a uma projeção de 18,5 milhões de viagens por dia quando o Plano de Construção da Fase 2 for concluído.

## História
O metrô de Pequim foi o primeiro da China. Sua construção começou em 1965. O primeiro trajeto, entre a Estação Central e Pingguoyuan, foi aberto em 1 de outubro de 1969. O trajeto correspondia a atual parte ocidental da linha 1 e a parte sul da linha 2. O metrô unicamente podia ser usado pelos então empregados públicos, e apenas em 1977, oito anos depois, foi aberto ao público geral.
Em 20 de setembro de 1984 foi aberta a parte restante da linha circular, e assim se dividiu o serviço em duas linhas, a linha 1 (de Fuxingmen a Pingguoyuan direção ocidente - oriente) e a linha 2 (linha circular). Em 12 de dezembro de 1992 se ampliar a linha 1 que fazia o oriente, de Fuxingmen a Xidan. Uma prolongação posterior desta linha ocorreu em 28 de setembro de 1999, de Xidan a Sihuidong.
Uma nova linha, a linha 13, foi aberta em 28 de setembro de 2002, de Xizhimen a Huoying (parte ocidental), e em 28 de janeiro de 2003 foi completada a parte oriental, de Huoying a Dongzhimen.
A linha Batong, uma prolongação da linha 1 que fazia a parte sudeste, foi inaugurada em 27 de dezembro de 2003. A linha 5, a primeira conectar o norte com o sul da cidade, foi posta em funcionamento em 7 de outubro de 2007.
Em 30 de junho de 2008, seis semanas antes do início dos Jogos Olímpicos de Verão de 2008, foi prevista a abertura de três novas linhas: 8, 10 e 11 (linha do aeroporto). A linha 8 (ou linha olímpica) conectará Beitucheng com Senlingonyuan, passando pelo Estádio Olímpico, a linha 10 irá de Bagou a Jinsong, e terá 24,6 km de comprimento e 22 estações. A linha 11 conectará a estação Dongzhimen com o Aeroporto Internacional de Pequim.
Em 2012, três linhas já existentes (8, 9 e 10) foram ampliadas e foi criada uma nova linha, a 6, com o intuito de estimular o uso do transporte público e aliviar o trânsito nas estradas de Pequim.
Com a inauguração das novas secções do metro, Pequim passa a deter a rede de metro com mais quilómetros do mundo, ultrapassando Londres (402 km), Seul (406,2 km) e Xangai (425 km).
O sistema de Pequim conheceu um rápido crescimento na última década, com a criação de 13 das 16 linhas existentes. Um dos motores deste crescimento foi a cidade ter acolhido os Jogos Olímpicos de Verão de 2008, a somar ao pacote de estímulo para combater a crise financeira global que o Governo chinês implementou em novembro desse ano e que foi essencialmente aplicado na construção de infraestruturas.

## Linhas
Em 2012, o sistema de Pequim contava com 450 km de extensão, com 16 linhas e 261 estações no total. As linhas são as seguintes:
| Linha e cor     | Terminais (Distrito)                   | Terminais (Distrito)                      | Abertura | Última extensão | Compr. km | Estações (à superf.) | Ligações                                           |
| --------------- | -------------------------------------- | ----------------------------------------- | -------- | --------------- | --------- | -------------------- | -------------------------------------------------- |
| Linha 1         | Pingguoyuan (Shijingshan)              | Sihui East (Chaoyang)                     | 1971     | 1999            | 30.4      | 23 (2)               | 2, 4, 5, 10, Batong                                |
| Linha 2 loop    | Xizhimen (Xicheng)                     | Beijing Railway Station (Dongcheng)       | 1971     | 1987            | 23.1      | 18                   | 1, 4, 5, 6, 8, 13, Linha do Aeroporto              |
| Linha 4         | Anheqiao North (Haidian)               | Gongyixiqiao (Fengtai)                    | 2009     | 2010            | 28.2      | 24 (1)               | 1, 2, 6, 9, 10, 13, Daxing[b]                      |
| Linha 5         | Tiantongyuan North (Changping)         | Songjiazhuang (Fengtai)                   | 2007     | —               | 27.6      | 23 (7)               | 1, 2, 6, 10, 13, Yizhuang                          |
| Linha 6         | Haidian Wuluju (Haidian)               | Lucheng (Chaoyang)                        | 2012     | —               | 30.4      | 20                   | 2, 4, 5, 9, 10                                     |
| Linha 7         | Beijing West Railway Station (Haidian) | Jiaohuachang (Chaoyang)                   | 2014     | —               | 23.7      | 21                   | 4, 5, 9, 10, 11, 14, 16                            |
| Linha 8         | Zhuxinzhuang (Changping)               | Nanluoguxiang (Dongcheng/Xicheng)         | 2008     | 2012            | 22.0      | 12                   | 2, 10, 13                                          |
| Linha 9         | National Library (Haidian)             | Guogongzhuang (Fengtai)                   | 2011     | 2012            | 16.5      | 12                   | 4, 6, 10, Fangshan                                 |
| Linha 10 loop   | Xiju (Fengtai)                         | Shoujingmao (Fengtai)                     | 2008     | 2012            | 54.8      | 42                   | 1, 4, 5, 6, 8, 9, 13, Yizhuang, Linha do Aeroporto |
| Linha 13        | Xizhimen (Xicheng)                     | Dongzhimen (Dongcheng)                    | 2002     | 2003            | 40.9      | 16 (15)              | 2, 4, 5, 8, 10, 15, Changping, Linha do Aeroporto  |
| Linha 14        | Zhangguozhuang (Fengtai)               | Shangezhuang (Chaoyang)                   | 2013     | -               | -         | 37                   | 1, 4, 5, 6, 7, 8, 9, 10, 15, 16                    |
| Linha 15        | Qinghuadonglu Xikou (Chaoyang)         | Fengbo (Shunyi)                           | 2010     | 2011            | 30.2      | 13 (4)               | 13                                                 |
| Batong Line     | Sihui (Chaoyang)                       | Tuqiao (Tongzhou)                         | 2003     | —               | 18.9      | 13 (13)              | 1                                                  |
| Changping Line  | Changping Xishankou (Changping)        | Xi'erqi (Haidian)                         | 2010     | —               | 21.24     | 7 (6)                | 13                                                 |
| Daxing Line     | Gongyixiqiao (Fengtai)                 | Tiangongyuan (Daxing)                     | 2010     | —               | 21.7      | 11 (1)               | 4                                                  |
| Fangshan Line   | Guogongzhuang (Fengtai)                | Suzhuang (Fangshan)                       | 2010     | 2011            | 24.79     | 11 (9)               | 9                                                  |
| Yizhuang Line   | Songjiazhuang (Fengtai)                | Estação Yizhuang (Tongzhou)               | 2010     | —               | 23.3      | 14 (8)               | 5, 10                                              |
| Airport Express | Dongzhimen (Dongcheng)                 | Terminal 2 (Chaoyang) Terminal 3 (Shunyi) | 2008     | —               | 28.1      | 4 (1)                | 2, 10, 13                                          |
| Total           | Total                                  | Total                                     | Total    | Total           | 450       | 261[a]               |                                                    |